# Opera Národního divadla

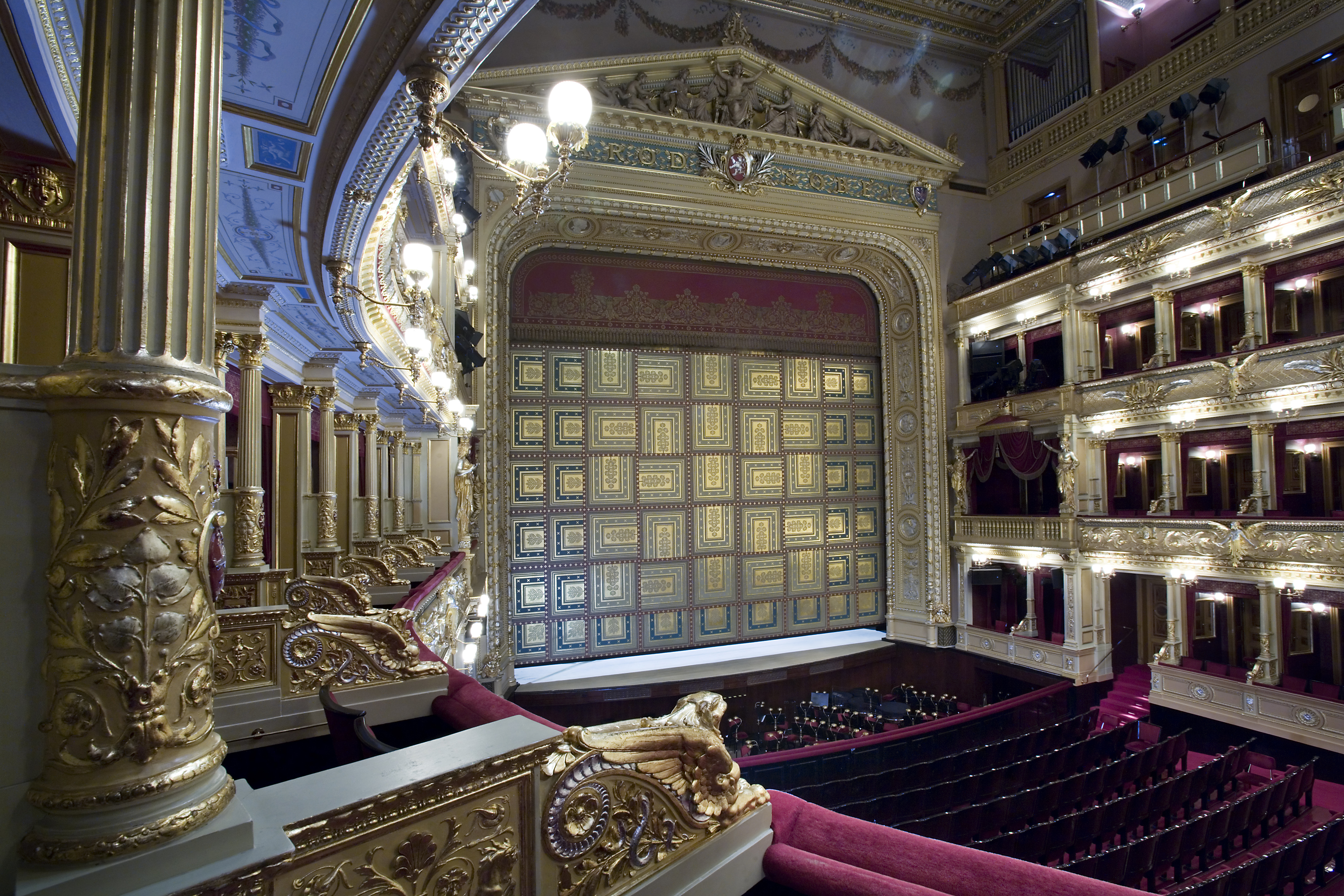
Interiér Národního divadla

Opera Národního divadla je vedle činohry a baletu jedním z uměleckých souborů Národního divadla v Praze. Od června 2019 je správní ředitelkou Opery Národního divadla a Státní opery Bohdana Malik, která vystřídala Silvii Hroncovou. Uměleckým ředitelem Opery Národního divadla a Státní opery je od sezony 2019/2020 Per Boye Hansen, hudebním ředitelem Státní opery je Andrij Jurkevič. Hudebním ředitelem Opery Národního divadla se od sezóny 2022/23 stal Robert Jindra. 

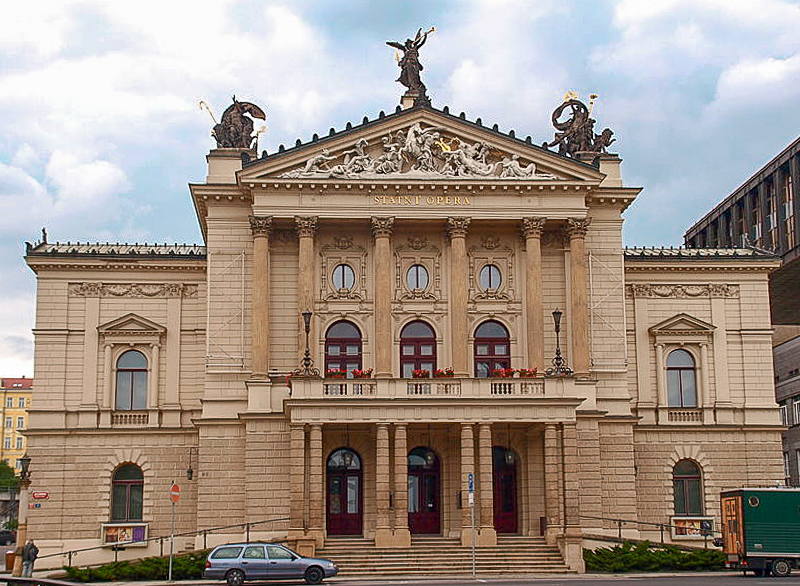
Státní opera

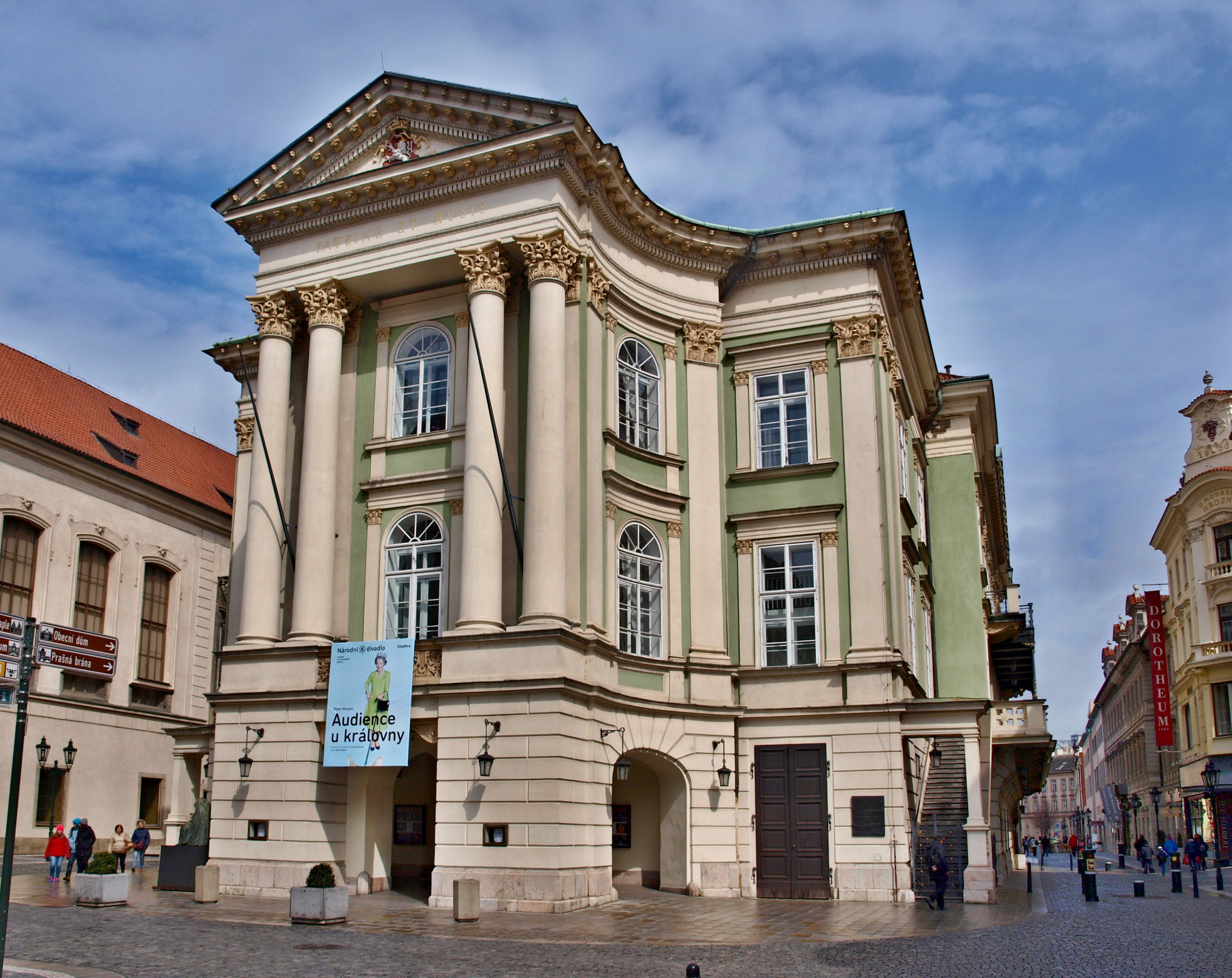
Stavovské divadlo

## Historie
První opera na území Čech byla uvedena v roce 1627 ve Vladislavském sále na Pražském hradě. Byla to italská pastorální komedie a představení proběhlo při příležitosti korunovace Ferdinanda III. Habsburského českým králem.

### Nosticovo divadlo
V roce 1783 zahájilo svoji činnost Nosticovo divadlo. Začátkem roku 1787 zde Wolfgang Amadeus Mozart osobně dirigoval svoji Figarovu svatbu a setkal se s nadšením. Po tomto úspěchu složil pro Prahu operu Don Giovanni, která zde měla světovou premiéru koncem roku 1787 a Mozart ji opět sám dirigoval. Na počest korunovace císaře Leopolda II. českým králem byla v roce 1791 uvedena premiéra další Mozartovy opery La clemenza di Tito.

### Stavovské divadlo
V roce 1799 přešlo Nosticovo divadlo do rukou českých stavů a bylo přejmenováno na Stavovské divadlo. V roce 1826 zde měla premiéru první česká opera Dráteník, kterou napsal František Škroupa.  Právě on se zasloužil i o uvedení mnoha dalších oper, včetně oper od Richarda Wagnera. V roce 1854 proběhlo představení Tannhäuser a v roce 1856 Lohengrin a Bludný Holanďan.

### Národní divadlo
Sbírka na stavbu samostatného českého Národního divadla se stala celonárodní záležitostí. Přispívali na něj majetní i nemajetní občané. Opakovaně na něj přispěl i císař František Josef I. a jeho syn korunní princ Rudolf. Ten se v roce 1883 zúčastnil i slavnostního otevření novorenesanční budovy Národního divadla. V divadle působili největší osobnosti české hudby – Bedřich Smetana, Antonín Dvořák, Zdeněk Fibich a Leoš Janáček. Při všech významných dnech Národního divadla byla uváděna opera Libuše.

### Státní opera
Německy mluvící občané v roce 1888 zahájili provoz Nového německého divadla (Neues deutsches Theater) v budově dnešní Státní opery. V roce 1948 byl operní soubor působící v tomto divadle začleněn do Národního divadla. Osamostatnil se v roce 1992 jako Státní opera Praha a rozvinul tvůrčí spolupráce s významnými českými i světovými dirigenty.

### Sloučení operní scény
V roce 2012 došlo ke sloučení operní scény v Praze pod hlavičku Národního divadla. Opera Národního divadla působí v historické budově Národního divadla a ve Stavovském divadle. Soubor Státní opery hraje ve stejnojmenné budově. Oba soubory nabízejí svým divákům dohromady přes 40 operních představení měsíčně, od skladeb barokních po skladby současných skladatelů.

## Festivaly
Po řadu let spolupracuje opera Národního divadla s mnoha významnými hudebními a operními festivaly. Spolupracuje s Mezinárodním hudebním festivalem Pražské jaro a s Mezinárodním operním festivalem Smetanova Litomyšl. Zúčastnila se na festivalech v Edinburku (1970), Lucernu (1978), Salcburku (2002), Wiesbadenu (2005), zahraniční vystoupení v italské Catanii (2005), ve španělské Valencii (2007), Kanárských ostrovech (2008), Kypru (20011). Pořádá pravidelně turné po Japonsku.

## Sólisté Opery Národního divadla a Státní opery
- Lukáš Bařák (od roku 2020)
- Jiří Brückler (od roku 2012)
- Jaroslav Březina (od roku 1993)
- Dana Burešová (od roku 1992)
- Sylva Čmugrová (od roku 2012)
- Arnheiður Eiríksdóttir (od roku 2020)
- Jiří Hájek (od roku 2010)
- Miloš Horák (od roku 2012)
- Ivo Hrachovec (od roku 2012)
- Kateřina Jalovcová (od roku 2006)
- Stanislava Jirků (od roku 2005)
- Yukiko Kinjo (od roku 2012)
- Kateřina Kněžíková (od roku 2005)
- Maria Kobielska (od roku 2002)
- Oleg Korotkov (od roku 2012)
- Csaba Kotlár (od roku 2022)
- Pavol Kubáň (od roku 2021)
- Daniel Matoušek (od roku 2022)
- Josef Moravec (od roku 2015)
- Petr Nekoranec (od roku 2021)
- Zdeněk Plech (od roku 2004)
- Alžběta Poláčková (od roku 2003)
- Svatopluk Sem (od roku 2022)
- Jana Sibera (od roku 2012)
- Jiří Sulženko (1991–2000, od roku 2012)
- Jana Sýkorová (od roku 2012)
- Petra Alvarez Šimková (od roku 2020)
- Yvona Škvárová (1987–1992, od roku 1999)
- Martin Šrejma (od roku 2012)
- Pavel Švingr (od roku 2015)
- Eva Urbanová (od roku 1990)
- Roman Vocel (od roku 2012)
- František Zahradníček (od roku 2000)
- Michaela Zajmi (od roku 2012)

## Bývalí sólisté Opery Národního divadla a Státní opery
- Bohumil Benoni (1883–1912)
- Peter Berger (2012–2014)
- Karel Berman (1953–1991)
- Anda-Louise Bogza (2012–2023)
- Marta Boháčová (1970–1991)
- Jitka Burgetová (2012–2014)
- Emil Burian (1906–1908, 1909–1919, 1920–1926)
- Karel Burian (1900–1901)
- Milan Bürger (2012–2014)
- Miguelangelo Cavalcanti (2012–2023)
- Vladimír Doležal (1988–2014)
- Marie Fajtová (2006–2023)
- Eduard Haken (1941–1991)
- Lucie Hájková (2020–2023)
- Veronika Hajnová (2012–2024)
- Alfréd Hampel (1973–2002)
- Lubomír Havlák st. (1954–1990)
- Lubomír Havlák ml. (2012–2016)
- Aleš Hendrych (1995–2016)
- Jana Horáková Levicová (2012–2024)
- Jiří Hruška (1992–1995, 2012–2014)
- Galia Ibragimova (2012–2015)
- Roman Janál (1997–2001)
- Erika Vocelová Jarkovská (2012–2014)
- Dalibor Jedlička (1960–1991)
- Hana Jonášová (2012–2023)
- Jana Jonášová (1970–2002)
- Karel Kalaš (1939–1972)
- Andrea Tögel Kalivodová (2012–2023)
- Václav Kliment (1893–1917)
- Přemysl Kočí (1949–1967, 1969–1983)
- Oldřich Kříž (2012–2014)
- Vratislav Kříž (1987–2010)
- Jiří Kubík (1991–2015)
- Karel Kügler (1915–1919)
- Ivan Kusnjer (1982–2023)
- Václav Lemberk (2005–2023)
- Jiřina Marková Krystlíková (1978–2001)
- Jan Markvart (1986–2019)
- Libuše Márová (1966–2006)
- Bohuslav Maršík (1974–2010)
- Alena Miro (2012–2015)
- Ladislav Mlejnek (2012–2014)
- Ladislav Mráz (1948–1950, 1955–1962)
- Zdeněk Otava (1929–1972)
- Adam Plachetka (od roku 2007)
- Miloslav Podskalský (1988–2014)
- Simona Procházková (2012–2023)
- Bohumil Pták (1896–1911)
- Richard Samek (2012–2014)
- Václav Sibera (2012–2024)
- Jaroslav Souček (1979–1997)
- Věra Soukupová (1960–1963, 1980–1992)
- Jitka Svobodová (2002–2023)
- Valentin Šindler (1911–1913)
- Lenka Šmídová (1990–2022)
- Tereza Štěpánková (2020–2022)
- Milada Šubrtová (1948–1991)
- Zdeněk Švehla (1957–1990)
- Maria Tauberová (1936–1973)
- Anna Todorova (2012–2014)
- Dagmar Vaňkátová (2012–2014)
- Luděk Vele (1983–2018)
- Ludmila Vernerová (2012–2016)
- Nikolaj Višnjakov (1994–1998, 2012–2014)
- Leo Marian Vodička (1982–1987)
- Marina Vyskvorkina (2012–2015)
- Eva Zikmundová (1932–2020)
- Ivo Žídek (1948–1991)